# Mame Maty Mbengue
Pour les articles homonymes, voir Mbengue.
Mame Maty Mbengue est une joueuse sénégalaise de basket-ball, née le 13 avril 1968 à Dakar. Elle a remporté cinq fois le Championnat d'Afrique féminin de basket-ball entre 1984 et 2000 et a été élue meilleure joueuse du tournoi à deux reprises. En 2022, elle intègre le FIBA Hall of Fame.

## Palmarès

### Sélection nationale
- Championnat d'Afrique féminin de basket-ball
  -  Championne d'Afrique en 1984 au Sénégal
  -  Championne d'Afrique en 1990 en Tunisie
  -  Championne d'Afrique en 1993 au Sénégal
  -  Vice-championne d'Afrique en 1994 en Afrique du Sud
  -  Championne d'Afrique en 1997 au Kenya[3]
  -  Championne d'Afrique en 2000 en Tunisie

### Distinctions personnelles
- Meilleure joueuse du Championnat d'Afrique 1993
- Meilleure joueuse du Championnat d'Afrique 1997
- Meilleure joueuse du Championnat d'Afrique 2000
- Membre du FIBA Hall of Fame depuis 2022[4].